# 유럽 고속도로 881호선
유럽 고속도로 881호선(European route E881)은 터키의 게브제에서 체쉬메까지 이르는 총 연장 550 km의 거리를 이루는 국제 E-road 네트워크 노선망이자 B-클래스급 간선도로이다. 해당 도로는 유럽 고속도로 96호선과 마찬가지로 전 구간 터키 관통 노선이다.

## 주요 경유지
- 튀르키예
  -  오토요르 5호선(영어판) : 게브제(영어판) - 이즈미르
  -  오토요르 30호선(영어판) : 보노바(영어판) - 발소바(영어판) (이하 이즈미르, E87, E96)
  -  오토요르 32호선(영어판) : 이즈미르 - 체쉬메(영어판)